# Espineta de Nouhuys
L'espineta de Nouhuys (Sericornis nouhuysi) és una ocell de la família dels acantízids (Acanthizidae).

## Hàbitat i distribució
Viu a la malesa de boscos i vegetació secundària de les muntanyes de Nova Guinea, normalment a major alçària que Sericornis virgatus.

## Taxonomia
En època recent s'han separat algunes subespècies en una nova espècie: Sericornis virgatus.